# 564. grenadirska divizija (Wehrmacht)
Za druge 564. divizij glej 564. divizija.
564. grenadirska divizija (izvirno nemško 564. Grenadier-Division) je grenadirska divizija v sestavi redne nemške kopenske vojske med drugo svetovno vojno.

## Zgodovina
Divizija je bila ustanovljena konec avgusta 1944, a je bila že po nekaj dneh preimenovana v 564. ljudsko grenadirsko divizijo.

## Sestava
- 1150. grenadirski polk
- 1151. grenadirski polk
- 1152. grenadirski polk
- 1564. artilerijski polk
- 1564. divizijske enote